# Mélissa Yansané
Mélissa Yansané, de son vrai nom Mélissa Marie Laurence Yansané Giannelli, née le 9 juin 1999 à Aix-en-Provence (France), est une chanteuse, rappeuse, auteure-compositrice-interprète et danseuse franco-congolaise.

## Biographie

### Jeunesse
Mélissa Yansané est née le 9 juin 1999, Poussée, Inspirée et motivée par sa mère qui a été une chanteuse Zouk, pour Mélissa la musique a toujours été sa passion. Mais elle a voulu en faire une carrière en 2015 lorsqu’elle a remporté un concours de talents à Kinshasa,, en République démocratique du Congo. Mais c’est en 2017 en qu’elle sort son premier morceau Run 4 your life. Ensuite, elle sort You got it.
Après cette rupture, la jeune étoile congolaise continue alors sa carrière en tant qu’artiste indépendant et fait rencontre de l’artiste congolais Gaz Mawete un jeune qui lui propose de l’aider dans sa musique et son évolution. Ensemble, ils sortent “Na Lembi” en 2020, et enchaine par “Bâton Magique” en 2021 et cumule plus de 934 000 de vues sur YouTube et devient sa meilleure sortie.

## Discographie

### Singles
- 2017 : Run for Your Life
- 2019 : You got it
- 2019 : Limbisa[7]
- 2020 : Na Lembi
- 2021 : Bâton magique[8]